# Ochropleura cinctithorax
Ochropleura cinctithorax là một loài bướm đêm trong họ Noctuidae.